# Долина, Павел Трофимович
Долина Павел Трофимович (12 ноября 1888, село Мышеловка Киевской губернии — 15 сентября 1955, Киев) — украинский кинорежиссёр
, актёр.

## Биография
Родился 12 ноября 1888 года в селе Мышеловка Киевской губернии в крестьянской семье.
После окончания актёрского факультета Театрального училища Киевского общества искусства и литературы в 1918 году, работал в театрах Саратова, Батуми, Киева (1919—1925). Преподавал в Одесском государственном техникуме кинематографии.
С 1918 по 1919 годы — актёр и режиссёр Молодого театра Леся Курбаса. С 1920 по 1921 работает в театре «Кийдраме», после чего, с 1922 по 1927 — в театре «Березиль».
Работал режиссёром на Одесской (1925—1929) и Киевской (1929—1940) киностудиях, затем — на «Техфильме» (1940—1945, Киев, Ташкент).
С 1947 по 1955 годы — директор Киевского музея театрального искусства.
Киевский адрес проживания — в доме писателей Ролит.
Умер 15 сентября 1955 года в Киеве.

## Фильмография

### Актёрские работы
1. 1924 — Макдональд — италианский журналист
2. 1925 — Арсенальцы — старый работник
3. 1933 — Любовь

### Помощник / ассистент режиссёра
1. 1926 — Гамбург («Красное братство», «История одного побега»)
2. 1926 — Тарас Трясило («Повесть о горячем сердце»)

### Режиссёрские работы
1. 1927 — Чертополох
2. Новыми путями
3. 1928 — Буря («Маяк на Чёрном море», «История одной ночи»)
4. 1929 — В сугробах («Метель»)
5. Секрет рапида
6. 1930 — Чорные дни
7. 1931 — Чатуй («Будь на страже»)
8. 1932 — Праздник Унири

## Награды
- Орден «Знак Почёта» (30 июня 1951 года) — за выдающиеся заслуги в развитии украинского советского искусства и в связи с декадой украинского искусства и литературы в гор. Москве[1].